# Йогансен, Алла Викентьевна
Алла Викентьевна Йогансен (урождённая Гербурт-Гейбович; 14 [27] декабря 1901, Харьков, Российская империя — 27 апреля 1993, Мюнхен, ФРГ) — украинская художница, живописец, график, скульптор, писательница, поэтесса, переводчица

. Жена украинского писателя М. Йогансена, художника М.Бойчука.

## Биография
Родилась в семье Викентия Фомича Гербург-Гейбовича, дворянина, статского советника, адъюнкт-профессора Харьковского технологического института.
В 1929 году окончила Харьковский художественный институт. Ученица И. Падалки.
С 1930-х годов — активная участница литературно-художественной жизни в Харькове. Жила в харьковском доме «Слово».
Осенью 1938 года Алла Викентьевна, спасаясь от репрессий, уехала со своими детьми (сыном Гаем от брака с поэтом Майком Йогансеном и дочерью Анной от брака с художником Михаилом Бойчуком) из Киева в Москву, а потом в Московскую область. Работала учительницей рисования и каллиграфии в педагогическом училище, шила костюмы и оформляла декорации для местных театров. После начала Великой Отечественной войны, в 1941 году, вернулась сначала в Житомир, где получила статус «фольксдойче», затем в Киев.

## Эмиграция в Германию
Осенью 1943 года эмигрировала в Германию (Мюнхен). В эмиграции учительствовала в украинских гимназиях Мюнхена (1951—1964).
Сотрудничала с Демократическим объединением бывших украинских репрессированных, была членом Объединения украинок, Союза художников Мюнхена и Южной Баварии (1973).
Дети:
- Гай Михайлович Йогансен (г.р. 1929)
- Анна Михайловна Бойчук-Щепко (1936, Харков—2022, Нью-Йорк, США), журналистка на «Радио Свобода». Внуки (дети Анны) — Галина (г.р.1967) и Максим (г.р.1969).

## Творчество
Детская художница и детская писательница. Автор повестей и рассказов для детей и подростков.
Живописец, автор натюрмортов, открыток, скульптурных композиций. Художница-иллюстратор.

## Избранные литературные произведения
- «Гнатові пригоди» (1927),
- «Штани капітана Вілза» (1928),
- «Сагібова подяка» (1929),
- «Китайські рибки» (1929),
- «Вирізалочка» (Дитвидав, 1935),
- «Задачі-забавки» (Харків ; Одеса : Дитвидав, 1934),
- «Розфарбуй» (Одеса : Дитвидав, 1935)

## Избранные живописные работы
- «Квіти»,
- «Маки»,
- «Рибки»

графика
- открытки «Початок голоду в Україні», «Не сміємо забувати про голодне Різдво 1932 року в Україні», «Застеляйте столи…», «Ялинка», «Христос воскрес!»

скульптурная композиция
- «Голод».

Похоронена на Кладбище Святого Андрея в Саут-Баунд-Брук, штат Нью-Джерси, США.